# Santa Amalia
Santa Amalia est une localité espagnole située en Estrémadure dans la province de Badajoz.

## Géographie
Intégrée dans la région Serena-Vegas Altas de la province de Badajoz, la localité de Santa Amalia est située à 100 kilomètres de la capitale provinciale. Le terrain municipal est traversé par l'Autoroute A-5 sur la pK 311 et par la route nationale N-430.
Le relief est caractérisé par la plaine du fleuve Guadiana, entre le Búrdalo (affluent du Guadiana) et le ruisseau Cagánchez. L'altitude de la commune varie entre 390 et 230 mètres, le noyau urbain étant à 253 mètres d'altitude.

## Population
- 4 398 habitants (INE 2005).

## Symbole
Le drapeau de Santa Amalia a la description héraldique suivante:
Drapeau rectangulaire, composé de trois bandes horizontales, rouge, blanche et verte, la bande centrale est deux fois plus large que les deux autres, avec les armoiries municipales au centre.

## Patrimoine historique
- Église paroissiale de Santa Amalia (Église du XIXe siècle déclarée site d'intérêt culturel en 2014)[1].